# Art independent
Art independent és un concepte que inclou distints artistes, corrents artístics i obres d'art dins de l'art contemporani, especialment en les arts plàstiques, encara que també en les arts escèniques. No obstant això, en aquest cas (que presenta la particularitat de suposar treballs col·lectius i no individuals i una infraestructura habitualment més costosa) solen emprar-se les expressions teatre independent o cinema independent.

## Concepte
El terme art marginal, Outsider Art o Art Brut s'utilitza de vegades en el mateix sentit, però més pròpiament designa el dels malalts psiquiàtrics o els marginats socials, i de vegades s'estén als artistes autodidactes, naïf i el denominat primitivisme assumit.
Encara que el rebuig de les línies estètiques marcades dins els corrents predominants de l'Art no és cap novetat, sinó que pot trobar-se en altres èpoques, la figura de l'artista bohemi incomprès per les institucions, neix amb el romanticisme i les transformacions pròpies de la revolució burgesa, de finals del segle xviii a la primera meitat del segle xix. Aquesta transformació històrica de gran magnitud, en l'art va tenir el decisiu efecte de superar la dependència que l'art i els artistes tenien, tant de l'estructura gremial del seu ofici (no distint d'altres artesanies des de l'edat mitjana) com del mecenatge tradicional de l'Església o la Monarquia; i va convertir l'artista en un agent individual dins del mercat que treballa pel seu compte i enfronta les seves creacions a la demanda de l'espectador, que pot entendre (o no) l'originalitat com un valor. La figura de l'artista maleït, que no triomfa en la vida i només és valorat per la posteritat, va tenir els seus màxims exemples en pintors com Vincent van Gogh o en poetes com Charles Baudelaire i Paul Verlaine (autor de Els poetes maleïts, 1888) i en l'estètica del decadentisme.

## Evolució de l'art independent
Més específicament, l'art independent adquireix una dimensió pública amb l'actitud desafiadora dels pintors francesos del segle xix que, com que no podien accedir a les exposicions anuals de l'Acadèmia (Saló de París) per divergències estètiques amb l'academicisme oficial, van muntar des del 1863 el Salon des Refusés (Saló dels Rebutjats) com a proposta antiacadèmica, on podien exposar sense jurat. La Société des Artistes Indépendants organitzava un saló dels independents des de 1884.
Amb el temps, aquest tipus de salons alternatius, al seu torn, es van institucionalitzar. Això va provocar que es comencessin a criticar, des d'una posició encara més extraoficial, per aquells que es consideraven rebutjats pels rebutjats. Des de finals del segle xix i començaments del XX, començant per l'impressionisme, cadascun dels moviments denominats avantguardes artístiques van passar per un cicle semblant, en el qual començaven amb un estil més juvenil, destrossador i independent, amb la provocació com a element identificatiu, i acabaven sent assimilats pel mercat de l'art i les institucions. D'aquesta manera, arriben a ser objecte de convocatòries mediàtiques, com els festivals de cinema independent (com el Festival de Sundance que se celebra anualment des de 1983) i les fires d'art independent (com el FAIM de la Vila de Madrid, que se celebra anualment des de 2000.).
La màxima de Marcel Duchamp "és art perquè ho ha triat l'artista", pròpia de la seva idea d'art conceptual, que suposa una crítica radical a tot judici sobre art, plasmada en la pràctica amb l'Urinari R. Mutt. Després del surrealisme i l'art abstracte del període d'entreguerres, els nombrosos i successius estils de la segona meitat del segle xx, com el Pop Art, els happenings i les instal·lacions artístiques que únicament la voluntat de l'autodefinit com artista o, alternativament, la «mirada de l'espectador», determinen la condició d'obra d'art de qualsevol artefacte (o fins i tot de qualsevol acte que s'entengui com vehicle d'expressió), van dur la llibertat artística o llibertat de creació fins a un grau que no pot distingir-se del «tot val», l'expressió social del qual va ser la denominada revolució de 1968.
Encara que l'art independent és impossible de determinar per característiques intrínseques, una característica externa que sol considerar-se com identificativa és l'ús dels artistes dels seus propis mitjans per difondre els seus treballs, pel qual, a pesar de la dificultat de determinar l'abast de les seves manifestacions, aquest prolifera i s'estén. D'altra banda, el fenomen de les galeries d'art i els seus preus d'exposició van portar, com a reacció a les fórmules de baix cost permeses per Internet i l'autoedició, un canvi en la forma de transmetre l'art que encara està sense sistematitzar.
A pesar de no existir una definició estricta o universalment acceptada de concepte d'art, el seu valor econòmic no ha perdut rellevància, a pesar de la pretensió de cadascun dels moviments autodefinits com art independent que el seu concepte de qualitat no queda subjecte a mercat i es limita a un tipus de llibertat d'expressió, una tendència de coneixement a través de la pràctica, un mecanisme d'autocreació i experimentació subjectiu, o una implicació social a través de cridades a la universalització del coneixement assimilable als drets humans.